# Brugse kloosters van kapucijnen
Kloosters van kapucijnen is de opeenvolging van kloosters die de minderbroeders-kapucijnen in Brugge betrokken, van 1592 tot heden.

## Eerste stichting in 1592
De kapucijnen vormen een bedelorde, binnen de familie van minderbroeders of volgelingen van de heilige Franciscus van Assisi. 
De eerste volgelingen van Franciscus waren minderbroeders-franciscanen die in Brugge een franciskanenklooster bouwden rond 1221.
De orde van kapucijnen werd in 1528 gesticht. In de Zuidelijke Nederlanden werd het eerste klooster van deze nieuwe orde opgericht in Antwerpen en tijdens de zestiende eeuw volgden nog zes andere stichtingen, waarvan die in Brugge in 1592.
Op 14 juli 1592 kwamen twee paters en een broeder zich er vestigen, met warme aanbeveling van de landvoogd Alexander Farnese, hertog van Parma. Bisschop Remigius Driutius en het Brugse stadsbestuur ontvingen ze gastvrij en ze kregen onmiddellijk vergunning om een klooster te bouwen. Ze woonden gedurende twee jaar bij Adriaen van der Haeghe, pastoor van de Sint-Gillisparochie, en konden in 1594 hun intrek nemen in het verbouwde vroegere kartuizerklooster in de Sint-Clarastraat. In 1596 werd hun kerk ingewijd door bisschop Matthias Lambrecht.
Dit eerste klooster, dat De Cisteerne als naam droeg, werd na enkele jaren als ongezond en ongerieflijk bevonden en was weldra ook te klein voor het stijgend aantal kloosterlingen.

## Vrijdagmarkt

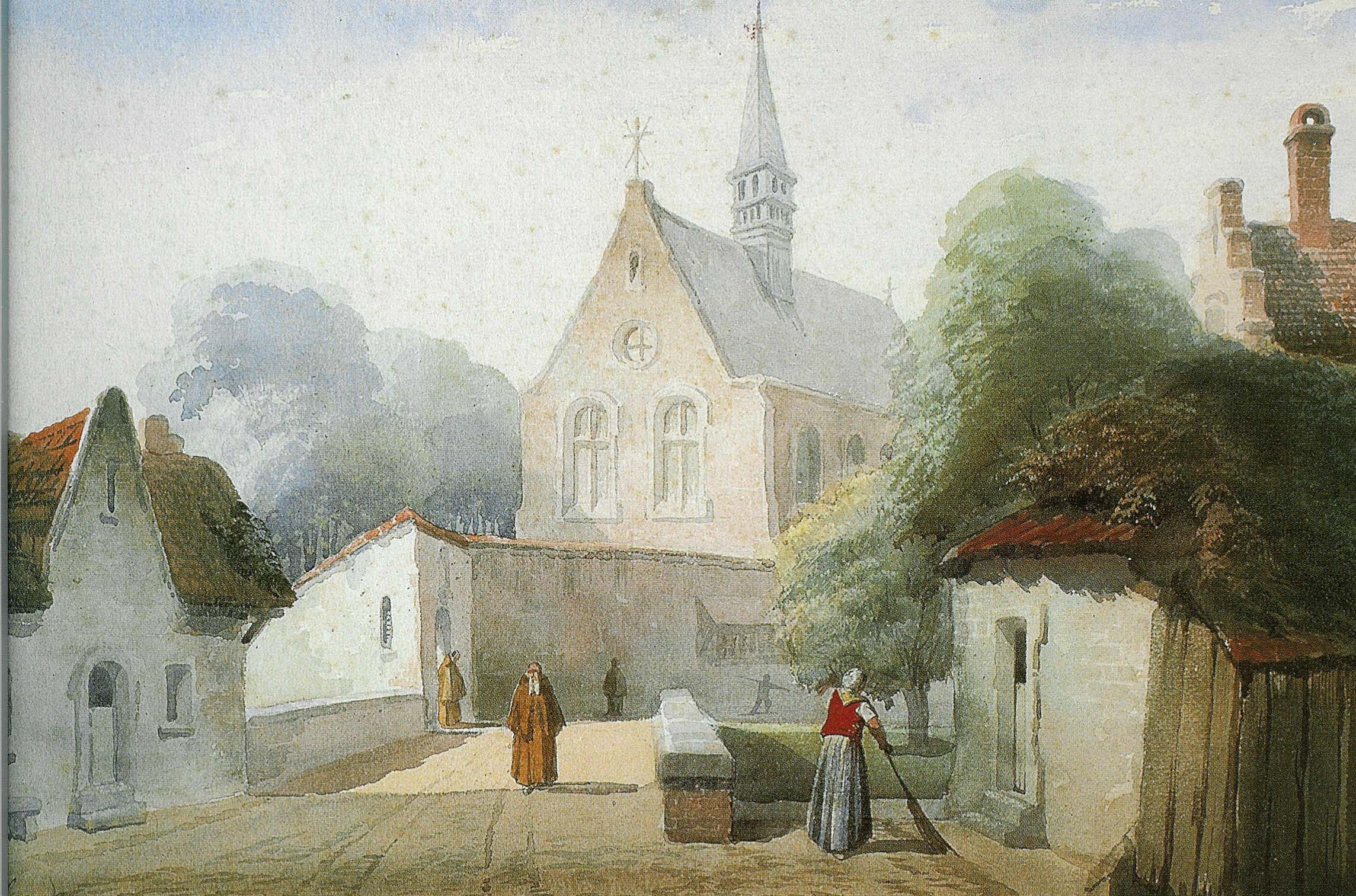
Kapucijnenkerk aan het Zand

In 1617 schonk de stad Brugge een perceel grond gelegen aan de Vrijdagmarkt, als deel van de eigendom toebehorende aan het aloude Sint-Janshospitaal. Ondersteund door toelagen van de stad Brugge en van het Brugse Vrije, alsook door giften van vermogende inwoners, bouwden de kapucijnen vanaf juli 1617 een nieuw klooster (waarvan de eerste en tweede steen gelegd werden door de burgemeester van Brugge en een burgemeester van het Brugse Vrije), en een nieuwe kerk (waarvan de eerste steen gelegd werd door bisschop Antonius Triest. Dezelfde bisschop wijdde de kerk in 1620 in. Het klooster bood woongelegenheid voor 46 religieuzen en was verder voorzien van een grote refter, gastenkamers, vijf ziekenkamers en een tuin. De kapucijnen werden weldra zeer populair door hun activiteiten. Bij rampen en epidemieën waren ze bijzonder actief. In 1666-1669 waren ze opvallende ziekenzorgers tijdens de pestepidemieën. Ze werden ook belast door het stadsbestuur met de bestrijding van branden en werden hiervoor uitgerust door de stad.
De kapucijnen werden, vanwege hun maatschappelijke activiteiten, niet verontrust tijdens de door keizer Jozef II bevolen kloostersluitingen. Nadat de Zuidelijke Nederlanden bij de Franse republiek waren ingelijfd, werden op 4 november 1796 de vierendertig kapucijnen uit hun klooster verdreven. Het klooster en de inboedel werden openbaar verkocht. Heel wat werd door Bruggelingen aangekocht en later aan de kapucijnen terugbezorgd. In 1803 konden de kapucijnen hun klooster weer in bezit nemen.
Midden de negentiende eeuw rezen opnieuw problemen. Een spoorweglijn werd aangelegd die over de Brugse Vrijdagmarkt liep en een gedeelte van de tuin van de kapucijnen innam. In 1841 werd een eerste station op de Vrijdagmarkt gebouwd. Verdere uitbreidingen maakten dat in 1867 het klooster definitief onteigend en afgebroken werd.

## Sint-Clarastraat
De kapucijnen kochten het vervallen vroegere klooster aan van de 'Rijke Claren' in de Sint-Clarastraat en namen er in juni 1867 hun intrek. Ze bouwden er een nieuwe kerk. Het klooster werd het studiecentrum voor de opleiding van jonge kapucijnen. Het kreeg de naam Philosophicum Sint-Bonaventura en bleef actief tot in het begin van de jaren negentienhonderdzestig. De belangrijkste docent was er pater Chrysoloog Lannoy (1912-1997).
Het klooster werd in 1969 door de kapucijnen verlaten, verkocht aan een projectontwikkelaar en afgebroken. In 1973 kocht de stad Brugge het perceel aan. Een gedeelte werd aangewend om sociale woningen te bouwen, een ander deel werd een publiek park onder de naam Sincfal.

### Werk van de Schippers
Op een deel van de in 1867 aangekochte eigendom werd een afzonderlijke activiteit georganiseerd: het Werk van de schippers, met als doel het bevorderen van de materiële en geestelijke zorg van de binnenschippers en hun gezinnen. In 1908 werd de Vrije Schippersbond opgericht, een vakbond-ziekenbond voor deze beroepsgroep. In 1911 werd de Schippersschool geopend. Na de Eerste Wereldoorlog kreeg deze school heel wat uitbreiding, onder meer onder de impuls van pater Tillo Werbrouck (1888-1962). Ze bleef actief tot ze, door de gewijzigde omstandigheden, in 1990 de deuren sloot.

### Foor- en Woonwagenwerk
In 1868 stichtte de kapucijn Celestinus of Felix Daubresse (1833-1896) in Antwerpen, met medewerking van de mecenas Constance Teichmann, het Werk voor foorreizigers en woonwagenbewoners. In 1870 werd door zijn medebroeder Serafinus of Jan Van Damme (1820-1887) eenzelfde organisatie gesticht in Brugge.
De activiteiten richtten zich op het stimuleren van het godsdienstig leven (bekeringen, doopsel, eerste communie, sluiten en regulariseren van huwelijken, kerkelijke begrafenissen). Een belangrijk onderdeel hiervan was het verstrekken van onderwijs aan woonwagenkinderen. Een vast secretariaat kwam tot stand in de lokalen van de christelijke arbeidersbeweging in de Oude Burg, dat de sociale aspecten van het ambulante leven behartigde.
Het werk berustte op de medewerking van vrijwilligers. Aanvankelijk was dit hoofdzakelijk het lid van de Derde Orde Melanie Declerck (1842-1905) en vervolgens Marguerite Arents de Beerteghem (1875-1958) en Suzanne della Faille d'Huysse (1897-1950). Na de Eerste Wereldoorlog werd door vrijwillige leerkrachten lager onderwijs verstrekt aan kinderen van foorreizigers.
Tot in 1952 werd in of rond Brugge (meestal Assebroek) een Hoogdag georganiseerd, die de contacten en vriendschappen evenals de religieuze praktijk bij de foorreizigers wilde bevorderen. Net buiten de Kruispoort kwam er, met de ondersteuning van de Brugse burgemeester Victor Van Hoestenberghe, een voorbehouden plaats voor rondtrekkende woonwagens. Vanaf 1956 beschikte het werk over een kapelwagen die meetrok naar de verschillende grote kermissen en waar doopsels, huwelijken en andere kerkelijke plechtigheden werden gehouden. De opeenvolgende aalmoezeniers waren pater Venantius of Remi Deneire (1869-1941), Henricus of Frans van den Berg (1867-1943), Gervatius of August Monballiu (1912-1966), Epifanius of Robert Tack (1922-1992).

## Boeveriestraat

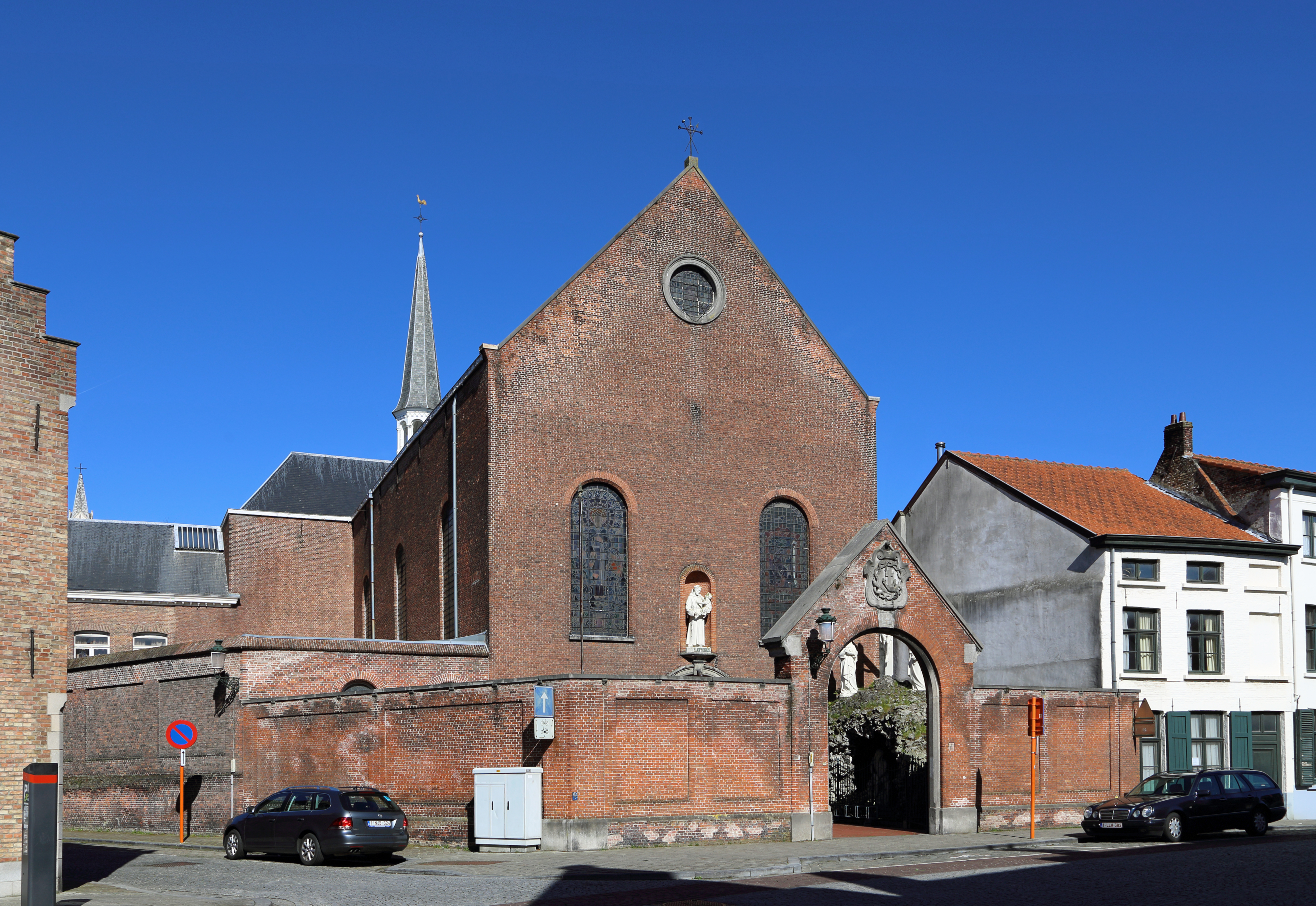
Kapucijnenkerk aan de Boeveriestraat

Het vertrek van de kapucijnen uit West-Brugge werd destijds door velen betreurd. Kanunnik Petrus Maes schonk aan de kapucijnen een perceel grond in de Boeveriestraat, een tweede klooster werd er gebouwd en de kerk ervan in 1871 door bisschop Johan Joseph Faict ingewijd. De kerk werd aangekleed met heel wat kunstwerken (hoogaltaar, communiebank, predikstoel) evenals met een aantal schilder- en beeldhouwwerken, die afkomstig waren uit de vroegere kerk op de Vrijdagmarkt. Het klooster werd, vooral in de eerste helft van de twintigste eeuw, een actief centrum voor allerhande initiatieven.
In 2004 werd het kloostercomplex, met de kerk, beschermd als monument. In november 2020 verlieten de drie laatste kapucijnen het Brugse klooster. 

### Matigheidsbeweging
Op het einde van de negentiende eeuw werd de nood aangevoeld om op georganiseerde wijze het drankmisbruik te bestrijden. In 1891 schreef de Brugse priester Emile Calmeyn (1858-1939) zijn De gesel onzer tijden of de noodlottige gevolgen der sterke dranken. De door hem gestichte Brugsche Onthoudersbond telde een paar duizend leden onder het voorzitterschap van dokter Eugène Van Steenkiste.
Na de Eerste Wereldoorlog werd priester Jozef Dusautoir (1894-1980) stichter en leider van Sobriëtas West-Vlaanderen. Na de Tweede Wereldoorlog werd de Federatie Sobrietas geleid door de kapucijn Hilarius of Maurice Pyfferoen (1894-1991) en na hem door zijn ordebroeder Jan Puts (1914-1999). Naast de preventie en bestrijding van het alcoholisme, werd ook de  bestrijding van drugsmisbruik een van de doelstellingen van de vereniging.

### Derde Orde
Zoals in alle kloosters van minderbroeders-kapucijnen, bestaat in Brugge een organisatie van de Franciscaanse Lekenorde of Derde Orde. Ze was oorspronkelijk georganiseerd in het klooster van de Vrijdagmarkt en later in de Sint-Clarastraat en de Boeveriestraat. 
In 1945 waren er meer dan 500 leden. Tegen het einde van de twintigste eeuw waren het er nog een honderdtal, die regelmatig bijeenkomsten organiseerden in het klooster van de Boeveriestraat. De organisatie maakte deel uit van de Internationale Lekenorde.

## Oecumene
In 1970 verlieten de zusters kapucinessen hun klooster in de Boeveriestraat. De gebouwen werden aangekocht door een groep die er een Holiday Inn-hotel bouwde. De kapel van het klooster bleef onbenut stadseigendom. 
De Brugse kapucijn Bertholdus of Roger Reuse (1916-2008), actief in oecumenische organisaties, verkreeg het gebruik van de kapel, die van 1974 tot 1988 een oecumenische kapel was, tot deze activiteit verhuisde naar het godshuis Sint-Joos in de Ezelstraat en de stad Brugge de kapel in de Boeveriestaat verkocht aan het ernaast gelegen hotel. Reuse was ook redacteur en uitgever van het Oecumenisch Nieuws".

## Andere activiteiten
- In 1885 werd aan het Brugse klooster een Serafijns College toegevoegd, bestemd voor leerlingen die zich aangetrokken voelden door het franciscaanse ideaal. In 1932 verhuisde de school naar Aalst. Na de oorlog werd een vleugel van dit voormalig college omgebouwd tot een pedagogie voor jongens-studenten, later uitgebreid en geëvolueerd tot het aanbieden van studentenkamers.
- De in de jaren dertig in Antwerpen gestichte uitgeverij Franciscaanse Standaard verhuisde na de Tweede Wereldoorlog naar Brugge en vestigde zich in Maagdenstraat 15, een bijgebouw van het kapucijnenklooster in de Boeveriestraat. Het bleef in de jaren 1950 en 1960 een actieve uitgeverij. De kapucijn Gerebernus of Jozef Mens o.f.m. (1907-1970) was er actief en publiceerde er.
- Het klooster in de Boeveriestraat is de zetel van het Lijkwadegenootschap, gesticht in 1987. Het klooster bezit een trouwe kopie van de Lijkwade van Turijn en wil de verering voor de lijkwade aanmoedigen en de kennis er over verspreiden.
- Het in 1918 door Damasus Van Dyck o.f.m. (1885-1965) gestichte Franciscuskoor was verbonden aan de kerk van de Sint-Clarastraat. In 1932 verhuisde het naar de kerk van de Boeveriestraat en was er actief tot omstreeks 1990.
- Het Fioretti-jeugdkoor, in 1977 gesticht door Geert Starinck o.f.m. (1919-1989) luistert de goddelijke diensten op in de kerk van de Boeveriestraat en treedt op in concerten.

## Belangrijke kapucijnen
Met de Brugse kloosters van de Kapucijnen zijn verschillende namen van leden van de Kapucijnen verbonden, onder meer:
- Karel Verleye (kloosternaam Antonius),
- Joris Lannoy (kloosternaam Chrysoloog),
- Jerome Werbrouck (kloosternaam Tillo),
- Roger Reuse (kloosternaam Bertold),
- Jaak Coomans (kloosternaam Jan-Baptist) (1903-1984), kunstschilder.